# 艾靉
艾叆（靉讀音同愛）（1911年—2007年），别号业荣。祖籍广东鹤山，湖北武昌人。陸軍軍官學校第四期步科毕业。1926年起任军校教导团排长，党军第二团副连长，国民革命军第六军十六师营附，第十一军教导队大队长，第四军第六旅二四三团上校团长。抗日战争爆发后，任第六十九师旅长，1938年9月授陆军少将。后任第九战区九十九军九十二师副师长、师长。1946年任整编第九十二旅旅长兼广州防卫指挥官。1949年到台湾，任第一军团中将副司令官，凤山中央军官学校中将校长，澎湖防卫司令官。1966年任中華民國國防部常务次长。1970年退役，任《黄埔月刊》发行人。
| 前任： 徐汝誠 | 黃埔軍校校長 1961年1月—1965年3月 | 繼任： 張立夫 |